# Acordo de Sun City
O Acordo de Sun City foi um acordo que foi assinado entre algumas das partes beligerantes da Segunda Guerra do Congo em 19 de abril de 2002, no luxuoso casino resort sul-africano de Sun City, como resultado do diálogo inter-congolês. Os delegados esperavam que este seria um "ato final" histórico, pondo fim a mais de quatro anos de guerra e a criação de um governo de unidade nacional.
O acordo foi testemunhado pelo presidente sul-africano Thabo Mbeki, assim como os chefes de Estado de Botsuana, Namíbia, Zâmbia e Zimbabué. Em seu discurso durante a reunião, Mbeki elogiou os delegados que haviam passado 19 meses envolvidos nas negociações.
O acordo parcial foi alcançado entre o governo, o grupo armado de oposição apoiado por Uganda, Movimento de Libertação do Congo  (Mouvement de Libération du Congo, MLC),  e a maioria da sociedade civil e os grupos de oposição política não armada. Infelizmente, as partes não foram capazes de estabelecer uma nova constituição e governo, apesar das repetidas tentativas.
No entanto, um outro movimento de oposição armada, o Rassemblement Congolais pour la democratie (RCD-Goma), apoiado por Ruanda, juntamente com vários partidos da oposição política não armada, incluindo a Union pour la Démocratie et le Progrès Social (UDPS) do político veterano congolês e ex-primeiro-ministro Étienne Tshisekedi se recusaram a assinar o acordo, o que levou a preocupações sobre um retorno à violência.
Entre outras disposições, o acordo permitiria que Joseph Kabila permanecesse presidente da República Democrática do Congo durante um período de transição de dois anos, prorrogável até três, com Jean-Pierre Bemba (o líder do MLC) servindo como primeiro-ministro em um governo de transição.